# Мидриаз
Мидриа́з (лат. mydriasis) — расширение зрачка. Причины могут быть как физиологическими, так и патологическими. Мидриаз в норме — двусторонний и симметричный. В физиологических условиях возникает при понижении уровня освещённости, например в сумерках или в плохо освещённых помещениях. Также данное явление часто возникает вследствие применения фармакологических препаратов. Например, к подобному эффекту приводят атропин и циклопентолат (цикломед). Также данный клинический симптом является признаком отравления рядом химических веществ (например, при отравлении барбитуратами мидриаз будет свидетельствовать о третьей фазе острого отравления).
Дифференцировать патологический мидриаз от физиологического можно по реакции на свет. При освещении глаза в норме происходит сужение зрачка, при патологии расширение сохраняется или изменяется незначительно. Значительная несимметричность мидриаза может являться признаком серьёзной черепно-мозговой травмы.

## Разновидности мидриаза
Мидриаз медикаментозный (лат. mydriasis medicamentosa) — мидриаз, вызываемый лекарственными средствами, парализующими сфинктер зрачка или стимулирующими дилататор зрачка. Ярким примером медикаментозного мидриаза служит использование специальных капель специалистами во время осмотра.
Мидриаз паралитический (лат. mydriasis paralytica) — мидриаз, обусловленный параличом сфинктера зрачка при поражении глазодвигательного нерва.
Мидриаз спастический (лат. mydriasis spastica) — мидриаз, обусловленный спазмом дилататора зрачка при раздражении шейной части симпатического ствола или под влиянием адренергических средств.
Мидриаз травматический (лат. mydriasis traumatica) — мидриаз, возникший в результате контузии глаза.

## Физиология процесса
Расширение зрачка вследствие дилатации (расслабления) зрительного сфинктра различного генеза (происхождения) ведёт к расфокусировке зрения повреждённого глаза, вследствие чего качество зрения снижается на пораженной ткани. Ощущение «пленки» на глазу, помутнения зрения, «тумана» в глазах сигнализирует в первую очередь о мидриазе.

## Причины развития
Мидриаз может развиваться при: приёме психоделиков и иных ПАВ, бессоннице, ЧМТ, коме, заболеваниях центральной нервной системы.

## Лечение
В основе лечения мидриаза лежит применение препаратов: М,Н-холиномиметики такие как Ацетилхолин, карбахолин. М-холиномиметики ацеклидин и пилокарпина гидрохлорид. Н-холиномиметики цититон и лобелина гидрохлорид, а также можно применить альфа адреноблокаторы: фентоламин, тропафен, празозин.